# Francis Russell, VII duca di Bedford
Francis Russell, VII duca di Bedford (13 maggio 1788 – 14 maggio 1861), è stato un politico britannico.

## Biografia

### I primi anni
Era il figlio di John Russell, VI duca di Bedford e della sua prima moglie Georgiana Byng, seconda figlia di George Byng, IV visconte Torrington. Studiò alla Westminster School e si è laureata al Trinity College di Cambridge nel 1808, con un Master in arte. Succedette al padre come duca nel 1839.

### Carriera politica
Entrò nella Camera dei Comuni britannica nel 1809, in veste di membro del Parlamento per Peterborough. Successivamente Russell rappresentò Bedfordshire fino al 1832. L'anno successivo, è stato convocato alla Camera dei Lord. Russell prestò giuramento al Consigliere Privy il 6 luglio 1846 ed è stato investito Cavaliere del Ordine della Giarrettiera il 26 marzo 1847. Fu nominato Lord Luogotenente di Bedfordshire nel 1859, incarico che mantenne fino alla sua morte nel 1861.
Morì nel 1861, all'età di 73 anni, e fu sepolto a Chenies, nel Buckinghamshire.

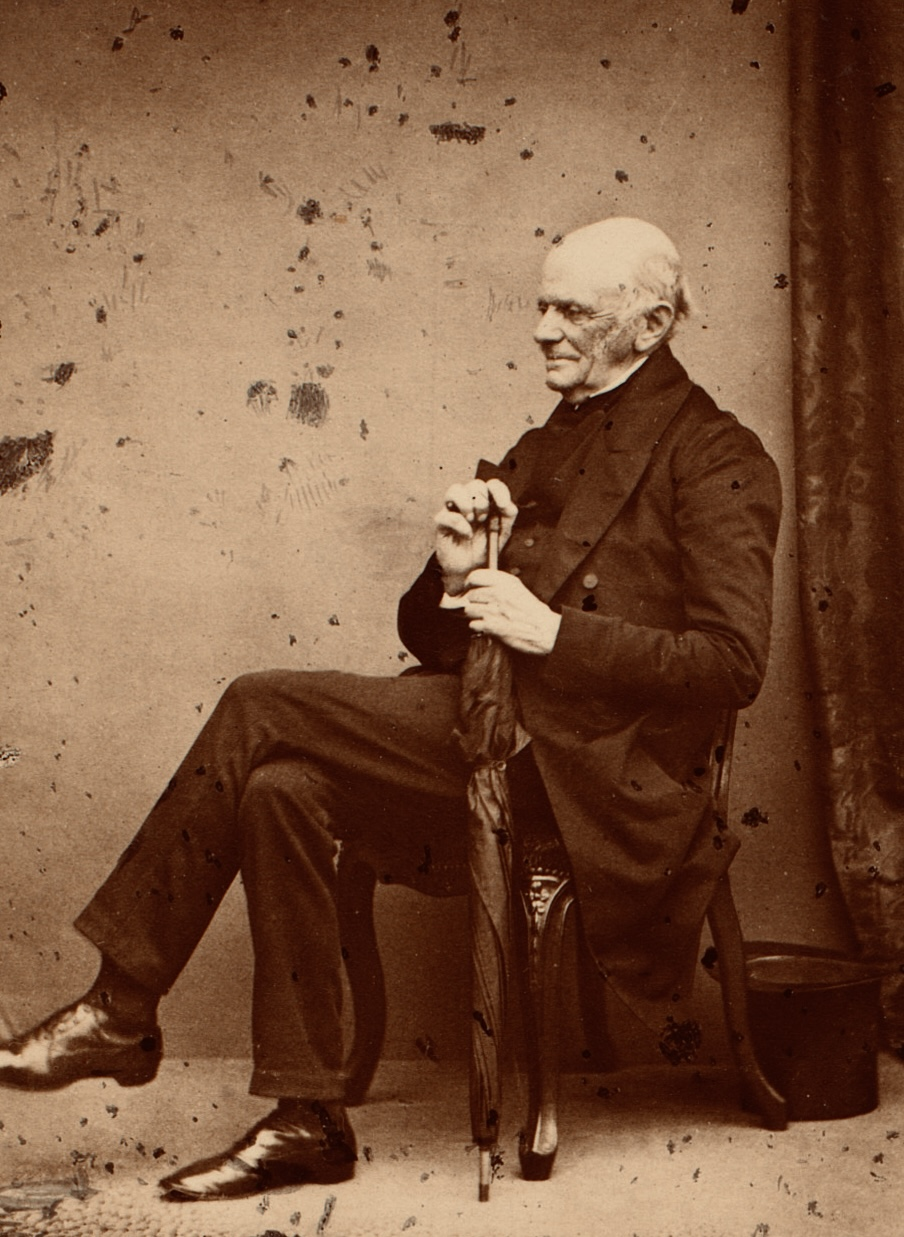
Il duca di Bedford nel 1860.

## Matrimonio
L'8 agosto 1808, sposò Anne Mary Stanhope, figlia di Charles Stanhope, III conte di Harrington ed ebbero un figlio:
- William Russell, VIII duca di Bedford (1º luglio 1809 - 27 maggio 1872).

## Ascendenza
|                                        |                                      |                                          | Genitori                                      |  |  | Nonni |  |  | Bisnonni                         |  |  | Trisnonni                               |  |
|                                        |                                      |                                          |                                               |  |  |       |  |  | John Russell, IV duca di Bedford |  |  | Wriothesley Russell, II duca di Bedford |  |
|                                        |                                      |                                          |                                               |  |  |       |  |  | John Russell, IV duca di Bedford |  |  | Wriothesley Russell, II duca di Bedford |  |
|                                        |                                      | Elizabeth Howland                        |                                               |  |  |       |  |  | John Russell, IV duca di Bedford |  |  |                                         |  |
| Francis Russell, marchese di Tavistock |                                      |                                          |                                               |  |  |       |  |  | John Russell, IV duca di Bedford |  |  |                                         |  |
|                                        |                                      | lady Gertrude Leveson-Gower              | John Leveson-Gower, I conte Gower             |  |  |       |  |  |                                  |  |  |                                         |  |
|                                        |                                      | lady Gertrude Leveson-Gower              | John Leveson-Gower, I conte Gower             |  |  |       |  |  |                                  |  |  |                                         |  |
|                                        |                                      | lady Gertrude Leveson-Gower              | lady Evelyn Pierrepont                        |  |  |       |  |  |                                  |  |  |                                         |  |
| John Russell, VI duca di Bedford       |                                      | lady Gertrude Leveson-Gower              |                                               |  |  |       |  |  |                                  |  |  |                                         |  |
|                                        |                                      | Willem van Keppel, II conte di Albemarle | Arnold Joost van Keppel, I conte di Albemarle |  |  |       |  |  |                                  |  |  |                                         |  |
|                                        |                                      | Willem van Keppel, II conte di Albemarle | Arnold Joost van Keppel, I conte di Albemarle |  |  |       |  |  |                                  |  |  |                                         |  |
|                                        |                                      | Willem van Keppel, II conte di Albemarle | Geertruid Johanna de Quirina van der Duyn     |  |  |       |  |  |                                  |  |  |                                         |  |
| lady Elizabeth Keppel                  |                                      | Willem van Keppel, II conte di Albemarle |                                               |  |  |       |  |  |                                  |  |  |                                         |  |
|                                        |                                      | lady Anne Lennox                         | Charles Lennox, I duca di Richmond            |  |  |       |  |  |                                  |  |  |                                         |  |
|                                        |                                      | lady Anne Lennox                         | Charles Lennox, I duca di Richmond            |  |  |       |  |  |                                  |  |  |                                         |  |
|                                        |                                      | lady Anne Lennox                         | hon. Anne Brudenell                           |  |  |       |  |  |                                  |  |  |                                         |  |
| Francis Russell, VII duca di Bedford   |                                      | lady Anne Lennox                         |                                               |  |  |       |  |  |                                  |  |  |                                         |  |
|                                        | George Byng, III visconte Torrington | George Byng, I visconte Torrington       |                                               |  |  |       |  |  |                                  |  |  |                                         |  |
|                                        | George Byng, III visconte Torrington | George Byng, I visconte Torrington       |                                               |  |  |       |  |  |                                  |  |  |                                         |  |
|                                        | George Byng, III visconte Torrington | Margaret Master                          |                                               |  |  |       |  |  |                                  |  |  |                                         |  |
| George Byng, IV visconte Torrington    | George Byng, III visconte Torrington |                                          |                                               |  |  |       |  |  |                                  |  |  |                                         |  |
|                                        |                                      | Elizabeth Daniel                         | Lyonel Daniel                                 |  |  |       |  |  |                                  |  |  |                                         |  |
|                                        |                                      | Elizabeth Daniel                         | Lyonel Daniel                                 |  |  |       |  |  |                                  |  |  |                                         |  |
|                                        |                                      | Elizabeth Daniel                         | Martha Master                                 |  |  |       |  |  |                                  |  |  |                                         |  |
| hon. Georgiana Byng                    |                                      | Elizabeth Daniel                         |                                               |  |  |       |  |  |                                  |  |  |                                         |  |
|                                        |                                      | John Boyle, V conte di Cork              | Charles Boyle, IV conte di Orrery             |  |  |       |  |  |                                  |  |  |                                         |  |
|                                        |                                      | John Boyle, V conte di Cork              | Charles Boyle, IV conte di Orrery             |  |  |       |  |  |                                  |  |  |                                         |  |
|                                        |                                      | John Boyle, V conte di Cork              | lady Elizabeth Cecil                          |  |  |       |  |  |                                  |  |  |                                         |  |
| lady Lucy Boyle                        |                                      | John Boyle, V conte di Cork              |                                               |  |  |       |  |  |                                  |  |  |                                         |  |
|                                        |                                      | Margaret Hamilton                        | John Hamilton                                 |  |  |       |  |  |                                  |  |  |                                         |  |
|                                        |                                      | Margaret Hamilton                        | John Hamilton                                 |  |  |       |  |  |                                  |  |  |                                         |  |
|                                        |                                      | Margaret Hamilton                        | Lucy Dopping                                  |  |  |       |  |  |                                  |  |  |                                         |  |
|                                        |                                      | Margaret Hamilton                        |                                               |  |  |       |  |  |                                  |  |  |                                         |  |